# Friedrich Wilhelm Norbert Engelhard
Friedrich Wilhelm Norbert Engelhard (* 2. Juli 1754 in Olpe; † 2. Februar 1835 in Werl) war Offizialassessor und im Nebenamt der letzte Oberfreigraf der freien Feme. 

## Leben
Er besuchte die Gymnasien in Attendorn und Köln und studierte Rechtswissenschaften an den Hochschulen in Mainz und Köln. In den kurkölnischen Justizdienst trat er 1782 in Werl ein.
Von Maximilian Friedrich von Königsegg-Rothenfels wurde er vorläufig ernannt, die endgültige Ernennung erfolgte 1784 durch den  Kölner Erzbischof Maximilian Franz von Österreich.
In seiner Ernennungsurkunde steht geschrieben: Er werde in das Amt eingesetzt, allso und dergestalt...., daß er einem jeden unpartheyisches Recht administrieren und in allem, was bey sothanem Oberfreygrafenamt üblich ist und von rechts wegen erfordert wird, sich allso bezeigen und verhalten wolle, wie es einem getreuen, ehrlichen und redlichen Oberfreygrafen wohl anstehet und gebühret.
Sein Amtssitz war am Kirchplatz in Werl. Die Femstühle des Herzogtums Westfalen wie die von Geseke, Erwitte, Brilon und Rüthen waren ihm unterstellt. Das letzte Stuhlgericht unter seinem Vorsitz fand 1786 in Allendorf bei Arnsberg statt. Engelhard besetzte in seiner Amtszeit noch etliche Freistühle neu, obwohl sich die Zeit der Femgerichte dem Ende zuneigte. Am Ende war ihm nicht einmal mehr die heimliche Losung geläufig, die den Freischöffen bei der Beeidigung genannt werden sollte. Johann Suibert Seibertz bemerkte dazu: Die Offenbarung der Losung wurde jedoch, von ihm und seinem nächsten Dienstvorfahren, weil es nicht mehr zur Zeit passend und vielmehr lächerlich schien, nicht mehr beachtet; wie er mündlich gestand, war ihm die Losung selbst unbekannt.  
Engelhard war mit der Tochter des Oberfreigrafen Hofrat F. E. Bockskopf verheiratet. Seine Frau war dessen Erbin und er folgte ihm nach seinem Tod in das Amt.
Nach Auflösung des Offizialatsgerichts in Werl wurde Engelhard in die vorläufige Landesregierung nach Arnsberg berufen. Anschließend war er hessischer Hofrat am Hofgericht in Arnsberg. 1808 wurde er auf eigenen Antrag in den Ruhestand versetzt. Er arbeitete danach als Anwalt und Notar in Werl. 
- In Werl ist die Engelhardstraße nach ihm benannt.
- An der ehemaligen Stelle seines Wohnhauses am Kirchplatz erinnert eine Tafel an ihn.